# 孙家琇
孙家琇（1915年—），女，浙江余姚人。生于天津，中国戏剧理论家、教育家，莎士比亚研究专家，中央戏剧学院教授，中国戏剧家协会理事，全国三八红旗手，第六、七届全国政协委员。